# Rejon Füzuli
Rejon Füzuli (azer. Füzuli rayonu) – rejon w południowym Azerbejdżanie. Niewielka część rejonu w latach 1993–2020 znajdowała się pod kontrolą separatystycznego Górskiego Karabachu.